# Seret (dopływ Dunaju)
Seret (ukr. Сирет, Syret; rum. Siret) – rzeka na Ukrainie i w Rumunii, lewy dopływ Dunaju. Długość wynosi 726 km, powierzchnia zlewni 44 000 km².
Rzeka wypływa ze źródeł w Beskidach Pokucko-Bukowińskich (Karpaty Wschodnie), płynie przez Wyżynę Mołdawską i Nizinę Wołoską, a do Dunaju uchodzi w Gałaczu.
Seret jest żeglowny w dolnym biegu. Doliną rzeki biegnie szlak komunikacyjny, łączący Bukareszt i Gałacz w Rumunii z Czerniowcami i Lwowem na Ukrainie.
Główne dopływy:
- lewe: Bârlad;
- prawe: Suczawa, Mołdawa, Somuzu Mare, Bystrzyca, Trotuș, Putna, Râmnicu Sărat, Buzău.

Ważniejsze miejscowości nad Seretem: Berehomet, Storażynec, Siret, Rymnik, Roman, Bacău, Gałacz.